# Kizhi Pogost
Kizhi Pogost (tiếng Nga: Кижский Погост) là một di tích lịch sử có niên đại từ thế kỷ 17 trên đảo Kizhi, một hòn đảo trên hồ Onega thuộc Medvezhyegorsky, Cộng hòa Karelia, ở vùng Liên bang Tây bắc, Nga. Các pogost là một khu vực nằm bên trong hàng rào, trong đó bao gồm hai nhà thờ lớn bằng gỗ: Nhà thờ "Hiển dung" với 22 mái vòm và Nhà thờ "Chuyển cầu" với 9 mái vòm, cùng một tháp chuông hình bát giác. Pogost nổi tiếng nhờ vẻ đẹp cũng như tuổi thọ đáng kinh ngạc, mặc dù nó được xây dựng hoàn toàn bằng gỗ. Năm 1990, Kizhi Pogost đã được UNESCO công nhận là Di sản thế giới và năm 1993, nó đã được liệt kê như là một di sản văn hóa của nước Nga.

## Thông tin chung
Pogost được xây dựng trên phần đất dài và hẹp cao 4 mét so với hồ Onega ở phía nam của đảo Kizhi. Cấu trúc chính của nó được xây dựng bằng các lõi gỗ thông tròn có đường kính khoảng 30 cm và dài từ 3-5 mét. Hàng ngàn lõi gỗ được vận chuyển từ đất liền tới hòn đảo đã là một công việc cực kỳ khó khăn vào thời kỳ đó. Ngoài ra, việc xây dựng cũng không hề sử dụng bất kỳ một chiếc đinh nào. Tất cả các cấu trúc đã được thực hiện bằng cách lắp ghép tra mộng với các lõi gổ theo chiều ngang, lồng vào nhau ở các góc. 

## Nhà thờ Hiển dung

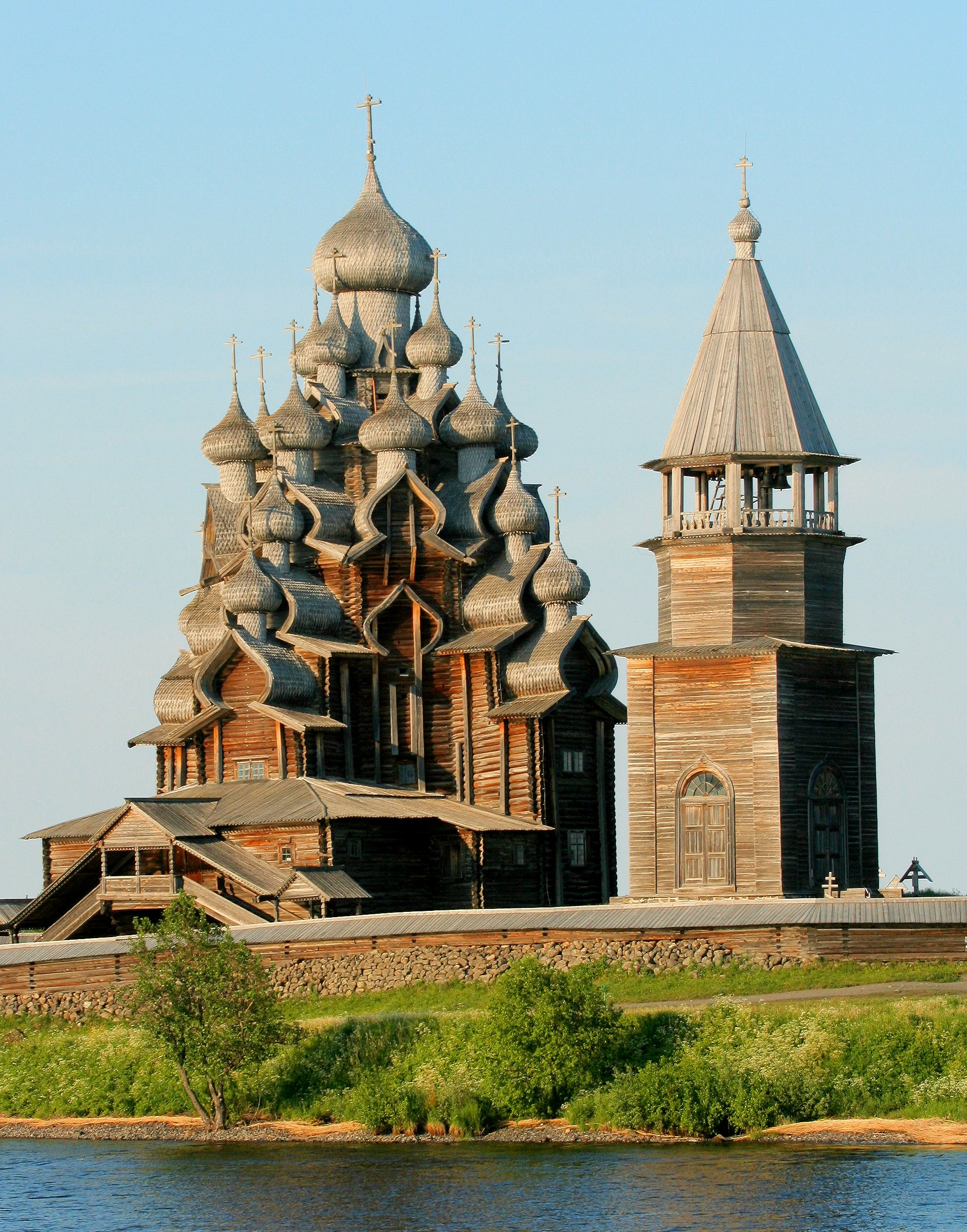
Nhà thờ Chúa Hiển dung và tháp chuông

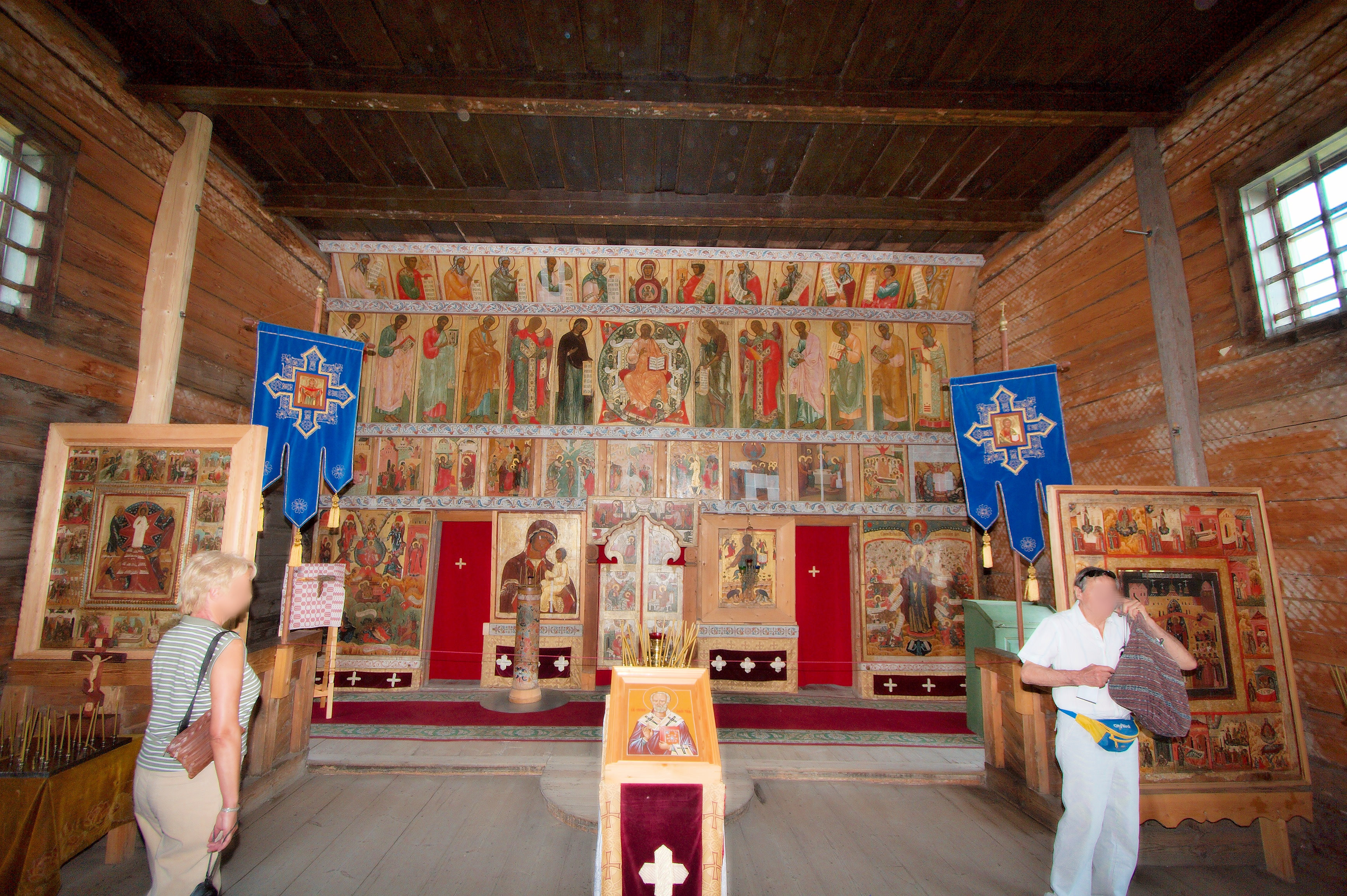
Bên trong nhà thờ Chúa Hiển dung.

Nhà thờ Chúa Hiển dung hay Biến hình (tiếng Nga: Церковь Преображения Господня) là công trình đáng chú ý nhất của Kizhi Pogost. Nhà thờ "Chúa biến hình" được dự định chỉ sử dụng trong mùa hè nên không có hệ thống sưởi ấm, mặc dù mùa đông ở Nga nổi tiếng giá rét. Nhà thờ "Chúa biến hình" được lắp đặt vào ngày 6 tháng 6 năm 1714 một năm sau khi nhà thờ cũ bị thiêu rụi do sét đánh. Tên của kiến trúc sư xây dựng cho đến nay vẫn chưa biết. Nhưng truyền thuyết kể rằng, kiến trúc này được xây dựng chỉ bằng một chiếc rìu duy nhất cho toàn bộ công trình, sau khi hoàn thành, người ta đã ném nó xuống hồ với dòng chữ khắc "không có và sẽ không thể có một thứ khác như vậy".
Nhà thờ bao gồm 22 mái vòm với chiều cao 37 mét khiến nó trở thành một trong số những kiến trúc bằng gỗ cao nhất Bắc Nga và là nhà thờ bằng gỗ cao nhất thế giới. Chu vi của nhà thờ là 20*29 mét. Cấu trúc của nó dựa theo một nhà thờ 18 mái vòm được xây dựng trên bờ nam của hồ Onega được xây dựng vào năm 1708 và bị phá hủy bởi một trận hỏa hoạn vào năm 1963. Theo truyền thống nghề mộc nước Nga trong thời gian đó, nhà thờ chỉ được xây dựng bằng gỗ và không sử dụng bất kỳ chiếc đinh nào. Tất cả các cấu trúc đã được thực hiện bằng cách lắp ghép tra mộng với các lõi gổ theo chiều ngang, lồng khớp vào nhau ở các góc. Cấu trúc cơ bản của nó là một khung tám mặt cùng bốn sàn các mặt được gọi là "prirub". Prirub phía đông có hình ngũ giác nơi có các bệ thờ. Hai cấu trúc nhỏ hình bát giác được đặt trên cấu trúc chính có hình dạng tương tự. Cấu trúc được bao phủ bởi 22 mái vòm có hình dạng và kích thước khác nhau trải dài từ đỉnh đến các mặt. Phòng ăn được bao phủ bởi ba mái dốc. Trong thế kỷ 19, nhà thờ được trang trí bằng các tấm gỗ, và một số bộ phận được bao bọc bằng thép. Sau đó nó đã được khôi phục như thiết kế ban đầu vào những năm 1950.
Nhà thờ nằm trên một nền đá mà không hề có một móng sâu nào được đào, trừ lối đi phía tây có nền móng được xây dựng vào năm 1870. Mái nhà được làm bằng các tấm gỗ vân sam và mái vòm được phủ bằng gỗ cây dương lá rung. Thiết kế của cấu trúc siêu đẳng này cũng cung cấp một hệ thống thông gió hiệu quả để giúp duy trì tuổi thọ cho gỗ.
Bức tường linh ảnh có 4 cấp bao gồm 102 bức linh ảnh (tranh thánh) có niên đại từ nửa sau thế kỷ 18 đến nửa đầu thế kỷ 19. Các linh ảnh được chia thành 3 thời kỳ. Hai linh ảnh lâu đời nhất là về Chúa biến hình (tiếng Nga: четырёхъярусный) và "Pokrov" (tiếng Nga: Покров) có từ cuối thế kỷ 17 là biểu hiện của phong cách hội họa phương bắc. Các linh ảnh trung tâm là vào nửa sau thế kỷ 18 mang phong cách địa phương. Hầu hết các linh ảnh của ba tầng trên là của những năm cuối thế kỷ 18 mang từ nhiều nơi khác của nước Nga.

## Nhà thờ Chuyển cầu

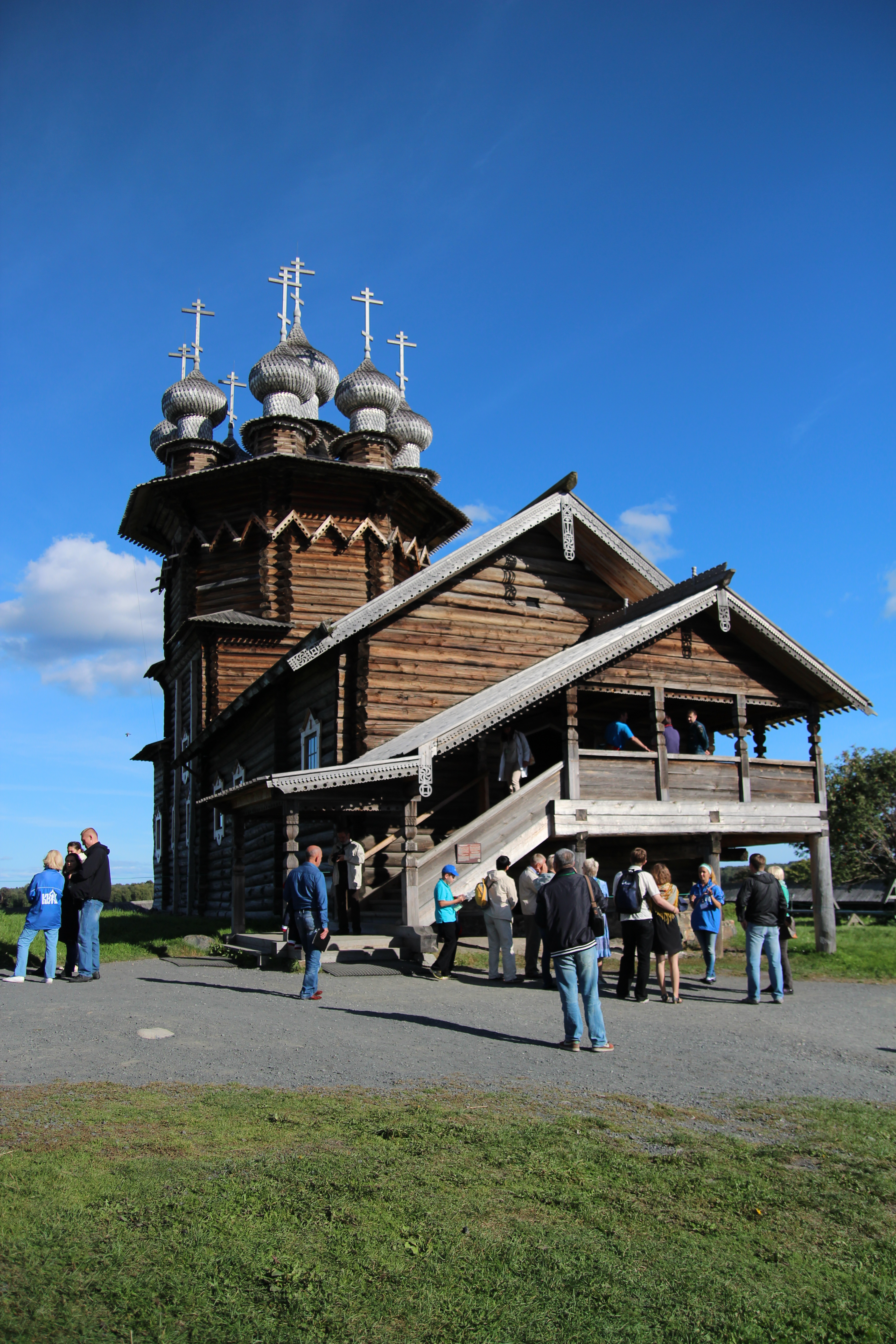
Cầu thang với mái dốc dẫn lên hiên Nhà thờ Chuyển cầu.

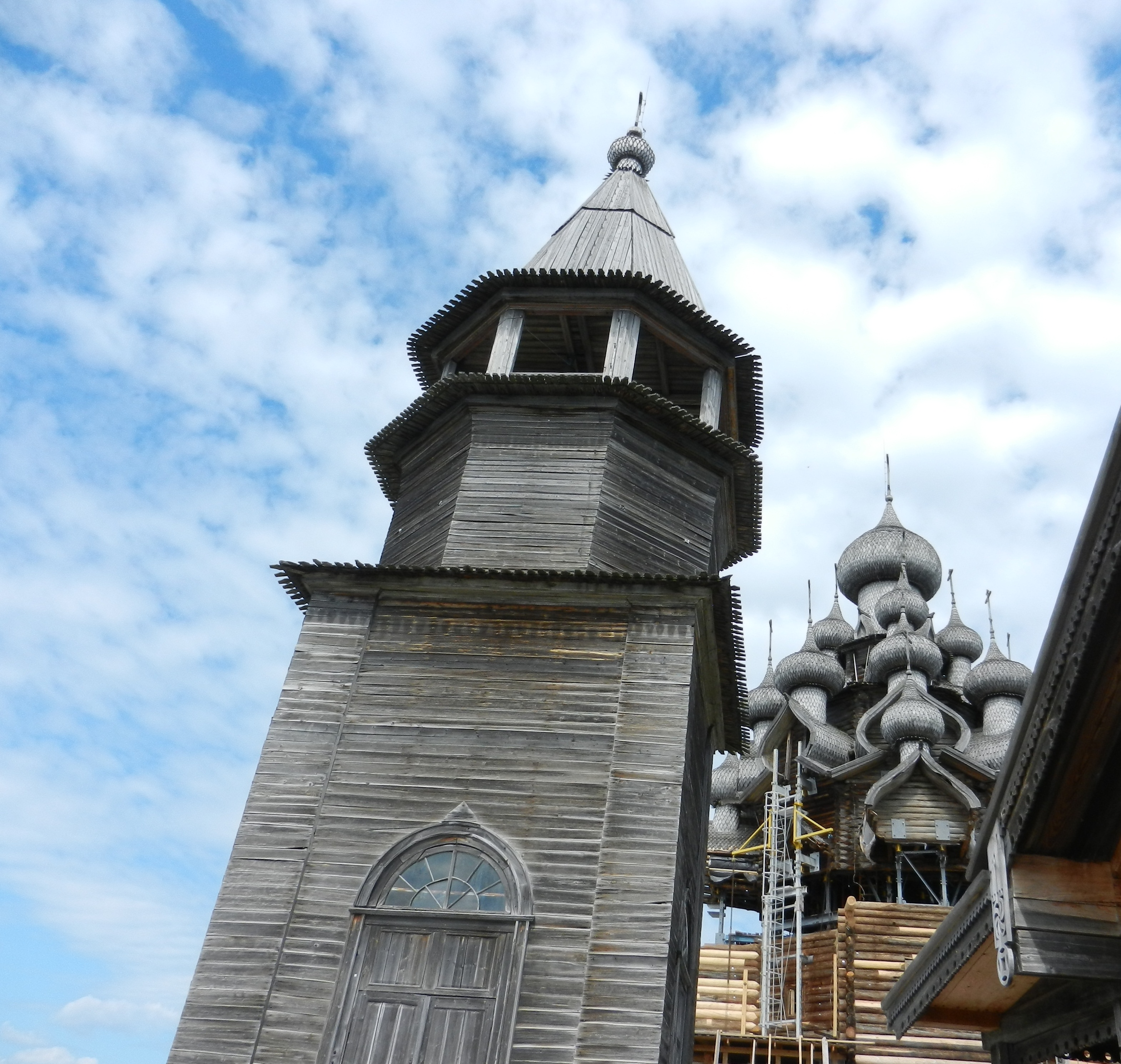
Tháp chuông

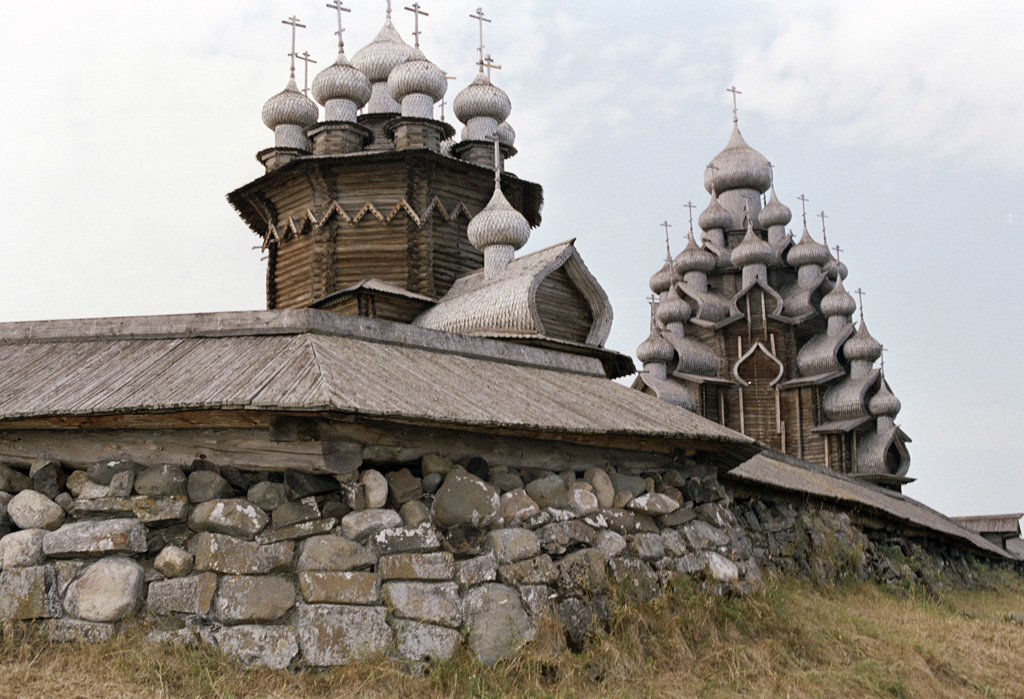
Hàng rào bao quanh.

Nhà thờ Đức Mẹ Chuyển cầu (tiếng Nga: Покровская церковь) là một nhà thờ "mùa đông" khi nó có hệ thống sưởi và được dùng để tổ chức các sự kiện từ ngày 1 tháng 10 cho đến Lễ Phục Sinh. Nó là nhà thờ đầu tiên trên đảo, sau khi một đám cháy vào cuối thế kỷ 17 đã phá hủy toàn bộ các nhà thờ trước đó. Công trình lần đầu tiên được xây dựng vào năm 1694 như là một cấu trúc đơn vòm, sau đó xây dựng lại từ năm 1720-1749 và đến năm 1764 nó được xây dựng lại theo thiết kế 9 mái vòm như hiện tại. Nhà thờ cao 32 mét và có chu vi 26*8 mét. Tổng cộng nhà thờ có 9 mái vòm, với mái vòm lớn ở trung tâm và 8 mái vòm nhỏ bao quanh. Một phần hiên cao dẫn vào nhà thờ. Bên trong nhà thờ là bàn thờ có hình ngũ giác đặt ở phía đông. Bức tường linh ảnh nguyên gốc đã mất và được thay thế vào cuối thế kỷ 19. Năm 1950, nhà thờ được xây dựng lại theo phong cách như ban đầu.

## Tháp chuông
Tháp chuông ban đầu xuống cấp nhanh chóng và được xây dựng lại vào năm 1862, sau đó là vào năm 1874 và 1900. Tháp cao 30 mét, có chu vi 6*6 mét. Nó có khung gỗ vuông nằm trên một nền móng là đống đổ nát với vôi vữa. Bên trong là hai bức tường chia thành ba phòng là một phòng khách, cầu thang và kho lưu trữ. Phía trên khung hình vuông là tháp chuông hình bát giác với một mái nhọn hình bát giác. Trên đỉnh mái nhà là một cây thánh giá. Nguyên liệu để xây dựng tháp chuông cũng giống như hai nhà thờ, đó là từ gỗ dương, vân sam và thông.

## Hàng rào
Hàng rào được xây dựng vào thế kỷ 17 nhằm chống lại sự xâm nhập của những người Thụy Điển và Ba Lan. Năm 1950, nó được xây dựng lại như một cấu trúc bằng gỗ dài 300 mét bao quanh hai nhà thờ và tháp chuông. Cấu trúc này nằm trên một nền đá cao. Lối vào chính rộng 14,4*2,25 mét, đối diện với phần phía đông của nhà thờ Chuyển cầu. Ngoài ra, hàng rào còn có một cửa nhỏ ở phía đông và phía bắc, cùng với một tháp nhỏ bằng gỗ phía tây bắc. Tháp có đế vuông, mái ván dốc hình kim tự tháp và có một tháp nhỏ phía trên. Tất cả bức tường và hai cửa (cửa chính và phụ) đều có mái che.